# 德尔塔站 (布鲁塞尔地铁)
德尔塔站（Delta）是布鲁塞尔地铁5号线的车站，位于比利时布鲁塞尔首都大区奥德海姆。该站毗邻同名火车站。

## 名称
该站临近布鲁塞尔市际交通公司在该地区设立的同名地铁-巴士车辆段，而从该站通向该车辆段的路线与该车辆段构成了一个三角形，形似希腊字母德尔塔（Δ），因而得名。